# Wadi as-Subu'

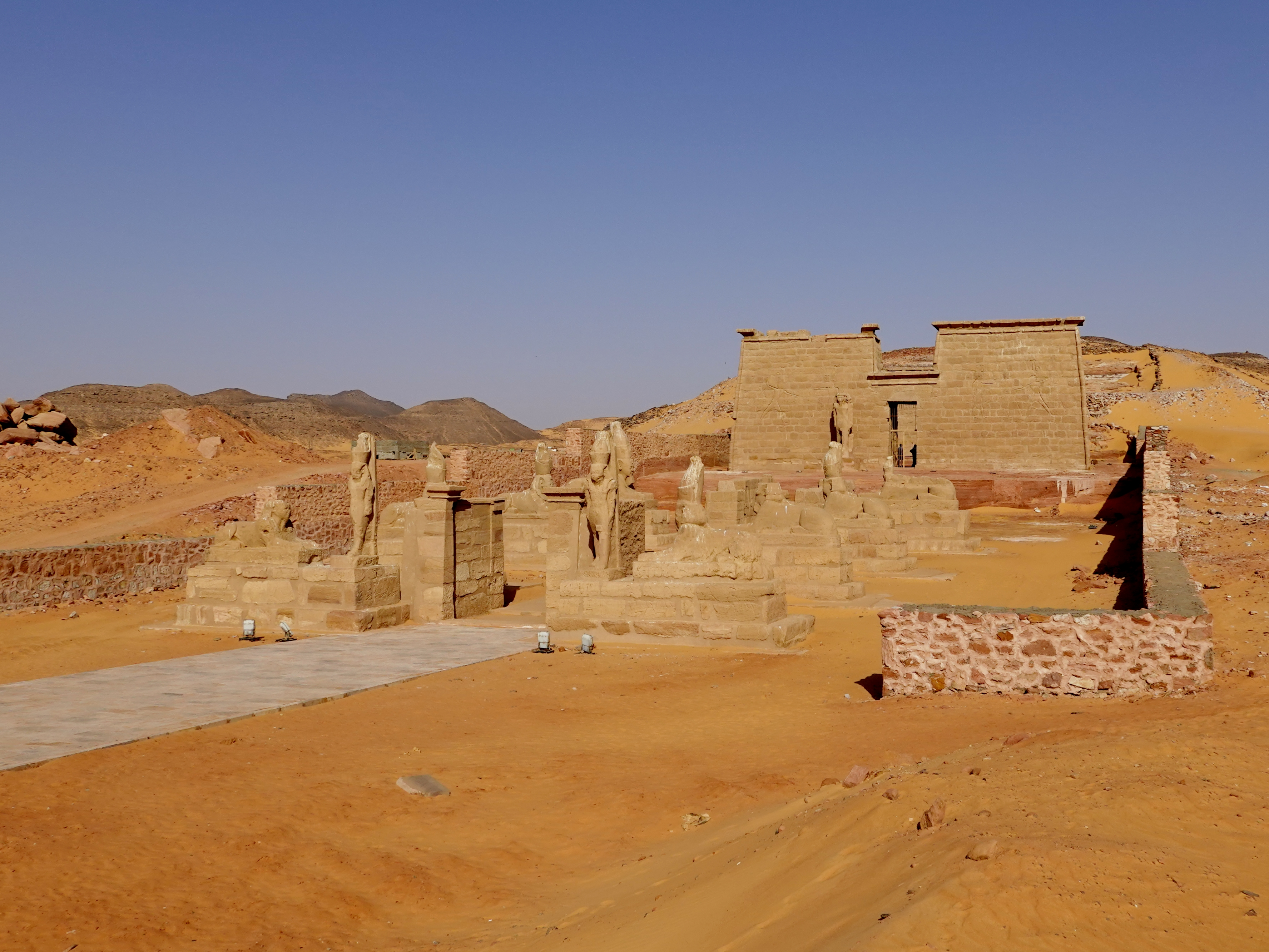
Aufgang mit Sphingen und Pylon des Amun-Tempels

Wadi as-Subu, auch Wadi es-Sebua, (arabisch وادي السبوع, DMG Wādī as-Subūʿ ‚Tal der Löwen‘, altägyptisch: Per-Amun) war ein Ort in Unternubien, der etwa 180 km südlich von Assuan am Westufer des Nils lag.
Der arabische Name „Tal der Löwen“ leitete sich von den Sphingen ab, die vor dem Tempel stehen. Der Ort hatte einstmals eine wichtige strategische Bedeutung, da hier eine Karawanenstraße vorbeiführte. Er war mindestens seit dem Mittleren Reich besiedelt. Amenophis III. errichtete hier eine kleine Felsenkapelle.

## Der Amun-Tempel

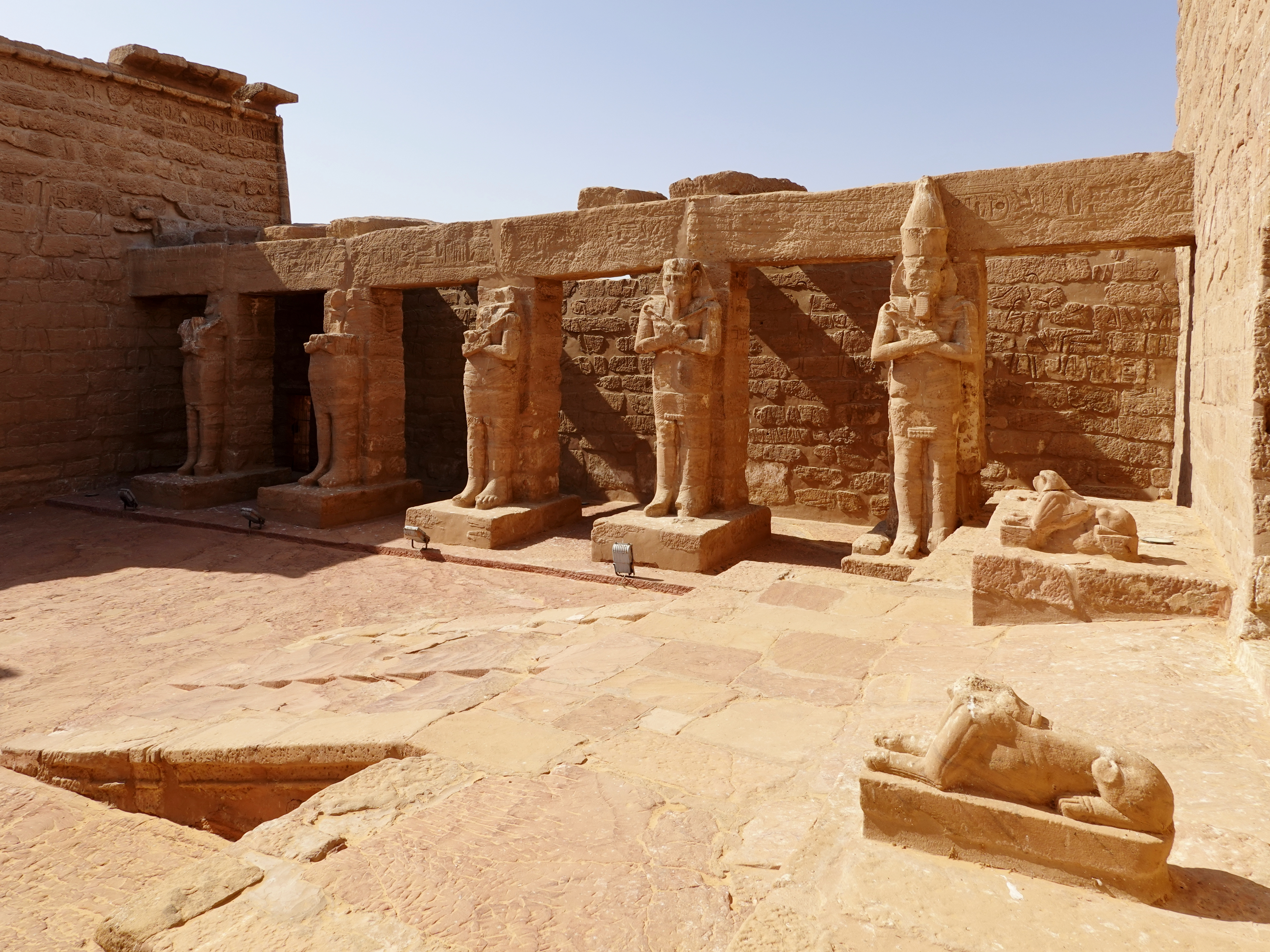
Osirispfeilerhof

Ramses II. konzipierte schließlich an dieser Stelle einen großzügigen Tempel für den Gott Amun. Der Tempel war als Hemispeos angelegt, so dass das Sanktuarium in den Fels gehauen war, die vorderen Tempelteile jedoch freistehend gebaut waren.
Der Tempel besaß einstmals drei Pylone. Die ersten beiden waren aus Nilschlammziegeln errichtet, von ihnen sind nur noch der steinerne Tordurchgang erhalten. Auf den ersten Pylon folgen links und rechts jeweils drei Sphingen mit Löwenkörpern, nach dem zweiten Pylon stehen vier falkenköpfige Sphingen und vor dem dritten Pylon standen einst Kolossalstatuen des Königs, von denen allerdings nur noch eine aufrecht steht. Der dritte Pylon ist mit dem klassischen Motiv vom Erschlagen der Feinde geschmückt. Auf den Pylon folgt ein Osirispfeilerhof. Davon steigt eine Treppe in den eigentlichen Felsentempel empor. Sie führt in eine 12-Pfeiler-Halle, von der aus es in einen Querraum weitergeht, der schließlich in drei Kapellen führt.
Der Tempel ist im ziemlich groben, nubischen Stil gebaut, der etliche Tempel Ramses des Großen kennzeichnet.

## Umnutzung als Kirche

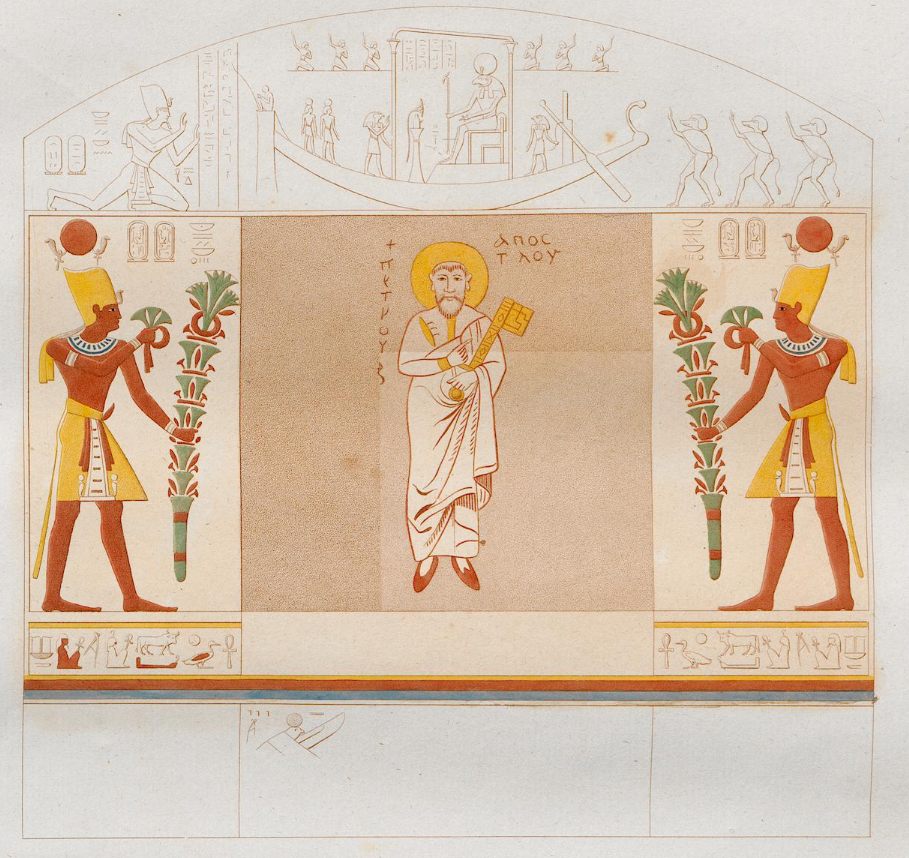
St. Petrus in der Kirche

Nach der Christianisierung wurde die im Felsen gelegene Pfeilerhalle in eine Kirche umgewandelt. Die beiden mittleren Pfeiler an der Eingangsseite wurden durch den Einbau einer halbrunden Apsis miteinander verbunden, so dass ein Altarraum entstand. Im Bereich bis zum zentralen Pfeilerpaar entstand ein kleines querrechteckiges Kirchenschiff. Das Baptisterium war ein getrennter Raum in der Südostecke der Tempelhalle. Die Wandmalereien werden in das Ende des 7. oder Anfang des 8. Jahrhunderts datiert. Die Umgestaltung der Wände führte zu einem Kuriosum: Ein Relief wurde so angeglichen, dass Ramses nun nicht mehr der Sonnenbarke des Re-Harachte opfert, sondern Petrus mit dem Himmelsschlüssel.

## Standortverlegung des Tempels
Da sein ehemaliger Standort durch den Bau des Assuan-Staudammes von der Überflutung bedroht war, wurde der Tempel 1964 mit amerikanischer Unterstützung vom ägyptischen Antikendienst abgebaut und zwei Kilometer nordöstlich von seinem alten Standort wieder neu aufgebaut. Der Tempel steht seit 1979 auf der Weltkulturerbeliste der UNESCO.
In Neu-Wadi as-Subu' wurden auch die Tempel von ad-Dakka und al-Maharraqa neu errichtet.